# Емре Демір
Емре Демір (тур. Emre Demir, нар. 15 січня 2004, Мерсін, Туреччина) — турецький футболіст, півзахисник клубу «Кайсеріспор» та юнацької збірної Туреччини з футболу.

## Клубна кар'єра
Уродженець Мерсіна, Емре Демір почав футбольну кар'єру в академії місцевої команди «Мерсін Ідманюрду» у віці 6 років. Два роки потому став гравцем академії клубу «Кайсеріспор». Згодом проходив перегляди в іспанській «Барселоні» та французькому «Парі Сен-Жермен».
18 січня 2019 року, через три дні після настання п'ятнадцятиріччя, підписав свій перший професійний контракт з «Кайсеріспором». Вже 22 січня дебютував в основному складі клубу в матчі Кубка Туреччини проти «Акхісар Беледієспора». 19 травня дебютував у турецькій Суперлізі (вищому дивізіоні чемпіонату Туреччини) у матчі проти «Акхісар Беледієспор».
23 вересня 2021 року «Барселона» і «Кайсеріспор» уклали угоду про трансфер гравця. Вартість трансферу склала € 2 млн., контракт підписаний до 30 липня 2027 року. Емре Демір залишиться в турецькій команді до кінця сезону 2021/22, а до «Барселони Б» приєднається уже у наступному.

## Кар'єра у збірній
Виступав за юнацькі футбольні збірні Туреччини до 14, до 15, до 16 і до 17 років.